# Begonalia nubicula
Begonalia nubicula är en insektsart som först beskrevs av Henry Fairfield Osborn 1926.  Begonalia nubicula ingår i släktet Begonalia och familjen dvärgstritar. Inga underarter finns listade i Catalogue of Life.